# Montesong 2024
La prima edizione di Montesong (in cirillico: Монтесонг?) si è svolta il 27 novembre 2024 presso il Voco Hotel di Podgorica e ha selezionato il rappresentante del Montenegro all'Eurovision Song Contest 2025 a Basilea, in Svizzera.
I vincitori sono stati i Neonoen con Clickbait. Tuttavia, una settimana dopo, in seguito a una controversia riguardante un'esibizione antecedente al concorso, il gruppo ha rinunciato alla sua partecipazione eurovisiva. L'8 dicembre 2024 è stata annunciata la decisione dell'emittente montenegrina di selezionare la seconda classificata, Nina Žižić con Dobrodošli, come rappresentante nazionale a Basilea.

## Organizzazione
Il 15 agosto 2024 l'emittente montenegrina Radio Televizija Crne Gore (RTCG) ha confermato la sua partecipazione all'Eurovision Song Contest 2025, la prima dopo il ritiro avvenuto dopo l'edizione del 2022. Nel medesimo giorno l'emittente ha confermato l'utilizzo di una selezione nazionale, per la prima volta dal 2019, per la scelta del proprio rappresentante nazionale.
Già dal precedente 7 agosto, l'emittente ha dato la possibilità agli aspiranti partecipanti di inviare i propri brani entro il successivo 1º ottobre, a condizione che fossero cittadini montenegrini e che le canzoni fossero scritte per almeno il 51% in una delle lingue ufficiali del Montenegro: il montenegrino, il serbo, il bosniaco, l'albanese e il croato.
Inizialmente pianificato da svolgersi in due serate (una dedicata alla semifinale ed una per la finale), il 26 settembre 2024 Vladana Vučinić, rappresentante dello stato all'Eurovision Song Contest 2022 e direttrice artistica del concorso, ha confermato che la manifestazione si sarebbe svolta in un'unica serata il 27 novembre 2024 presso il Voco Hotel di Podgorica, dove 16 artisti si sono sfidati per avere l'opportunità di rappresentare il Montenegro all'Eurovision Song Contest 2025. I risultati sono stati decretati da una combinazione di voto della giuria internazionale e televoto. Se si riscontra un pareggio tra due o più brani con lo stesso punteggio, si prediligeva quello che ha ottenuto più punti con il voto della giuria.

### Giuria
La giuria internazionale di esperti è stata composta da:
- Hari Varešanović, rappresentante della Bosnia ed Erzegovina all'Eurovision Song Contest 2006 come parte di Hari Mata Hari;
- Nuša Derenda, rappresentante della Slovenia all'Eurovision Song Contest 2001;
- Dado Topić, rappresentante della Croazia all'Eurovision Song Contest 2007;
- Elena Risteska, rappresentante della Macedonia del Nord all'Eurovision Song Contest 2006;
- Tijana Bogićević, rappresentante della Serbia all'Eurovision Song Contest 2017;
- Emmelie de Forest, vincitrice dell'Eurovision Song Contest 2013;
- Danijel Popović, rappresentante della Jugoslavia all'Eurovision Song Contest 1983.

## Partecipanti
L'emittente RTCG, con l'ausilio di una giuria tecnica composta da Boris Šarančić, Dražen Bauković, Eva Papović, Ana Petrović, Renata Perazić, Marija Božović e Natalija Pavićević, ha selezionato i 16 partecipanti (oltre a 3 partecipanti di riserva) fra le 36 proposte ricevute, i quali sono stati resi noti il 10 ottobre 2024; i brani sono stati invece presentati il successivo 10 novembre.
Il 4 novembre 2024 Boban Rajović ha annunciato, attraverso il suo profilo Instagram, il ritiro dalla competizione per motivi personali; è stato successivamente sostituito da Tamara Živković, una dei partecipanti di riserva precedentemente selezionati dall'emittente, con il brano Poguban let.
| Artista              | Titolo              | Lingua                | Compositori                                                          |
| -------------------- | ------------------- | --------------------- | -------------------------------------------------------------------- |
| Anastasija Koprolčec | Kraj                | Montenegrino          | Bojan Marović, Stevan Milanović                                      |
| Baryak               | Dva srca            | Montenegrino          | Luka Perazić, Rade Vukčević                                          |
| Bend 9               | Stop War            | Montenegrino          | Milić Šarović                                                        |
| Boban Rajović        | Suze                | Montenegrino          | Branislav Glušac, Goran Ratković, Miladin Bogosavljević              |
| Dolce Hera           | Repeat              | Montenegrino          | Aleksandra Prelević Palladino, Marko Čaćić, Todor Tadić              |
| Đurđa                | To ljubav je        | Montenegrino          | Đurđa Petrović Poljak, Jonas Jensen, Kristina Kovač, Olivér Patocska |
| Glumci Band          | San                 | Montenegrino          | Mladen Nikčević, Dragana Tripković                                   |
| Isak Šabanović       | Ljeto, ljeto, ljeto | Montenegrino          | Leontina Vukomanović, Nemanja Filipović                              |
| Kejt                 | Obala raja          | Montenegrino, inglese | Katarina Bogićević, Hugo Smeh                                        |
| Luka Radović         | Kada dođe maj       | Montenegrino          | Luka Radović                                                         |
| Milena Vučić         | Škorpija            | Montenegrino          | Alen Stajić, Marko Peruničić, Nebojša Arežina, Sanja Vučić           |
| Nemanja Petrović     | Među zvijezdama     | Montenegrino          | Branislav Opačić                                                     |
| Neonoen              | Clickbait           | Montenegrino          | Ilija Pejović                                                        |
| Nina Žižić           | Dobrodošli          | Montenegrino          | Boris Subotić, Darko Dimitrov, Violeta Mihajlovska                   |
| Tamara Živković      | Poguban let         | Montenegrino          | Boris Subotić                                                        |
| Tina Džankić         | Nova                | Montenegrino          | Anja Zagorac, Vladimir Maraš                                         |
| Verica Čuljković     | Čuješ li            | Montenegrino          | Vercia Čuljković                                                     |

| Artista         | Titolo        | Lingua       | Compositori                   |
| --------------- | ------------- | ------------ | ----------------------------- |
| Danijel Popović | Kano kastigan | —            | —                             |
| Hanibal         | Čuvaj me      | Montenegrino | Igor Perović, Slaven Ivanović |
| Tamara Živković | Poguban let   | Montenegrino | Boris Subotić                 |

## Finale
La finale si è tenuta il 27 novembre 2024 presso il Voco Hotel di Podgorica ed è stata presentata da Marko Todorović e Vladana Vučinić, con Lazar Radulović e Andrea Šekularac come inviati nella green room. L'ordine d'uscita è stato reso noto il 19 novembre 2024.
La serata è stata aperta da un segmento dedicato alla partecipazione del Montenegro all'Eurovision Song Contest, dal suo debutto sin dai giorni nostri, seguita da un'esibizione di Vladana Vučinić con Respira, versione in lingua italiana di Breathe. Sergej Ćetković, ospite della serata si è esibito durante l'intervallo con Moj svijet, brano con cui ha rappresentato il Montenegro all'Eurovision Song Contest 2014, mentre Emmelie de Forest si è esibita con Only Teardrops, brano vincitore dell'Eurovision Song Contest 2013.
A vincere il voto della giuria e il televoto sono stati rispettivamente Nina Žižić e i Baryak; tuttavia, gli scarsi risultati nel televoto della prima e nel voto della giuria per i secondi hanno fatto sì che i Neonoen, secondi classificati in entrambe votazioni, vincessero una volta sommati i punti.
| #  | Artista              | Titolo              | Punteggio | Punteggio | Punteggio | Punteggio | Punteggio | Posizione |
| #  | Artista              | Titolo              | Giuria    | Giuria    | Televoto  | Televoto  | Totale    | Posizione |
| -- | -------------------- | ------------------- | --------- | --------- | --------- | --------- | --------- | --------- |
| 1  | Anastasija Koprolčec | Kraj                | 9         | 0         | 57        | 0         | 0         | 14        |
| 2  | Tina Džankić         | Nova                | 34        | 5         | 154       | 3         | 8         | 7         |
| 3  | Nemanja Petrović     | Među zvijezdama     | 18        | 1         | 109       | 0         | 1         | 12        |
| 4  | Bend 9               | Stop War            | 2         | 0         | 143       | 0         | 0         | 16        |
| 5  | Tamara Živković      | Poguban let         | 39        | 6         | 107       | 0         | 6         | 9         |
| 6  | Luka Radović         | Kada dođe maj       | 5         | 0         | 147       | 1         | 1         | 13        |
| 7  | Đurđa                | To ljubav je        | 26        | 4         | 328       | 8         | 12        | 4         |
| 8  | Kejt                 | Obala raja          | 45        | 7         | 152       | 2         | 9         | 5         |
| 9  | Nina Žižić           | Dobrodošli          | 59        | 12        | 316       | 7         | 19        | 2         |
| 10 | Neonoen              | Clickbait           | 54        | 10        | 443       | 10        | 20        | 1         |
| 11 | Isak Šabanović       | Ljeto, ljeto, ljeto | 24        | 2         | 241       | 5         | 7         | 8         |
| 12 | Glumci Band          | San                 | 4         | 0         | 288       | 6         | 6         | 10        |
| 13 | Dolce Hera           | Repeat              | 8         | 0         | 84        | 0         | 0         | 15        |
| 14 | Baryak               | Dva srca            | 25        | 3         | 476       | 12        | 15        | 3         |
| 15 | Verica Čuljković     | Čuješ li            | 6         | 0         | 168       | 4         | 4         | 11        |
| 16 | Milena Vučić         | Škorpija            | 48        | 8         | 49        | 0         | 8         | 6         |

| Brano               | H. Varešanović | N. Derenda | D. Topić | E. Risteska | T. Bogićević | E. de Forest | D. Popović | Totale |
| ------------------- | -------------- | ---------- | -------- | ----------- | ------------ | ------------ | ---------- | ------ |
| Kraj                | 3              |            |          | 2           | 1            | 3            |            | 9      |
| Nova                | 4              | 10         | 3        | 4           | 4            | 4            | 5          | 34     |
| Među zvijezdama     | 12             | 1          |          |             |              | 1            | 4          | 18     |
| Stop War            |                |            | 2        |             |              |              |            | 2      |
| Poguban let         | 10             | 5          | 5        | 1           | 3            | 5            | 10         | 39     |
| Kada dođe maj       | 5              |            |          |             |              |              |            | 5      |
| To ljubav je        | 7              | 3          | 1        | 3           | 2            | 10           |            | 26     |
| Obala raja          |                | 8          | 8        | 10          | 6            | 6            | 7          | 45     |
| Dobrodošli          | 6              | 4          | 7        | 12          | 10           | 8            | 12         | 59     |
| Clickbait           |                | 6          | 10       | 6           | 12           | 12           | 8          | 54     |
| Ljeto, ljeto, ljeto | 1              | 7          |          | 5           | 5            |              | 6          | 24     |
| San                 |                |            | 4        |             |              |              |            | 4      |
| Repeat              |                |            |          |             | 8            |              |            | 8      |
| Dva srca            |                | 2          | 12       | 8           |              |              | 3          | 25     |
| Čuješ li            | 2              |            |          |             |              | 2            | 2          | 6      |
| Škorpija            | 8              | 12         | 6        | 7           | 7            | 7            | 1          | 48     |

## Premi
- Vincitore Montesong 2024: Neonoen con Clickbait
- Podio - secondo classificato Montesong 2024: Nina Žižić con Dobrodošli
- Podio - terzo classificato Montesong 2024: Baryak con Dva srca
- Rappresentante designato del Montenegro all'Eurovision Song Contest 2025: Nina Žižić con Dobrodošli
- Premio "Snežana Ćosović" per la miglior interpretazione: Tina Džankić con Nova

### Altri premi
- Premio "Montefon" per il videoclip dell'anno: Verica Čuljković con Violinegro
- Premio "Montefon" per l'artista dell'anno: Ivana Popović Martinović
- Premio "Montefon" per il gruppo dell'anno: Neonoen
- Premio "Montefon" alla carriera: Marija Božović

## Controversie

### Il ritiro dei Neonoen come rappresentanti eurovisivi
Il 1° dicembre 2024 è stato scoperto che Clickbait, il brano vincitore della manifestazione, era stato precedentemente eseguito durante il Festival culturale di Zabjelo nel giugno 2023. Questo ha sollevato un conflitto con il regolamento stabilito dall'Unione europea di radiodiffusione (UER), secondo cui le canzoni partecipanti all'Eurovision Song Contest non devono essere state pubblicate commercialmente prima del primo settembre dell'anno precedente. L'emittente RTCG ha annunciato che avrebbe discusso con l'UER il giorno successivo per determinare l'idoneità del brano rispetto alle norme del concorso. Alla luce delle notizie, i Neonoen hanno rilasciato un comunicato in cui sostenevano che la versione eseguita a Zabjelo era una "versione primordiale" del brano e che il numero di spettatori presenti all'esibizione durante il festival non avrebbe influenzato il risultato finale di Montesong 2024, ma hanno aggiunto che, indipendentemente dall'esito, avrebbero rispettato qualsiasi decisione presa da RTCG e dall'UER. Il 4 dicembre successivo, i Neonoen hanno annunciato tramite il loro profilo Instagram di aver ritirato la loro candidatura come rappresentanti nazionali.
RTCG ha dichiarato che, in conformità con il regolamento della selezione, avrebbe selezionato internamente un nuovo rappresentante secondo i propri criteri. L'8 dicembre l'emittente ha annunciato di aver selezionato Nina Žižić, che si è classificata seconda nella selezione, come rappresentante nazionale per la manifestazione europea.

### Dimissioni di Vladana Vučinić come direttore artistico
Il 5 dicembre 2024 Vladana Vučinić, direttrice artistica di Montesong, ha annunciato di essersi dimessa dal suo ruolo, nonché da qualsiasi posizione all'interno dell'emittente RTCG, poco dopo lo svolgimento della selezione nazionale, citando la mancanza di trasparenza nella sua organizzazione. In risposta alle parole della cantante, tramite un comunicato, l'emittente ha spiegato che sono state rispettate tutte le regole precedentemente pianificate per il concorso, tra cui la trasparenza nello svolgimento e delle votazioni grazie alla collaborazione con l'Associazione degli intrattenitori del Montenegro.